# Файч
Файч (нім. Veitsch) — поселення комуни Санкт-Барбара-ім-Мюрцталь в Австрії, у федеральній землі Штирія. Тут розташовано відомий Хрест на  Оливній горі.
Входить до складу округу Брук-Мюрццушлаг.  Населення становить 2,417 осіб (станом на 31 грудня 2013 року). Займає площу 77 км².